# 休斯敦萊克 (密蘇里州)
休斯敦萊克（英語：Lake Houston）是位於美國密蘇里州普拉特縣的城市。

## 人口
根據2020年美國人口普查的數據，休斯敦萊克的面積為0.36平方千米，當中陸地面積為0.31平方千米，而水域面積為0.05平方千米。當地共有人口229人，而人口密度為每平方千米636人。